# Chassagnes
Chassagnes – miejscowość i gmina we Francji, w regionie Owernia-Rodan-Alpy, w departamencie Górna Loara.
Według danych na rok 1990 gminę zamieszkiwało 141 osób, a gęstość zaludnienia wynosiła 12 osób/km² (wśród 1310 gmin Owernii Chassagnes plasuje się na 705. miejscu pod względem liczby ludności, natomiast pod względem powierzchni na miejscu 752.).